# Donald Haldeman
Donald Stanley Haldeman (ur. 29 maja 1947 w Sellersville w Pensylwanii, zm. 22 lutego 2003 w Harleysville w Pensylwanii) – amerykański strzelec sportowy, mistrz olimpijski, medalista mistrzostw świata igrzysk panamerykańskich.

## Życiorys
Specjalizował się w strzelaniu do rzutków w konkurencji trap. Zajął 17. miejsce w tej konkurencji na igrzyskach olimpijskich w 1972 w Monachium, a na kolejnych igrzyskach olimpijskich w 1976 w Montrealu zdobył w niej złoty medal, wyprzedzając Armando Marquesa z Portugalii i Ubaldesco Baldiego z Włoch.
Zdobył dwa medale na mistrzostwach świata w strzelectwie oba w konkurencji trap drużynowej: złoty w 1975 w Monachium i brązowy w 1977 w Antibes.
Zdobył złoty medal w konkurencji trap drużynowo i srebrny indywidualnie na igrzyskach panamerykańskich w 1975 w Meksyku. Zajął 4. miejsce indywidualnie na mistrzostwach Ameryki w strzelectwie w 1977 w Meksyku.